# Квинт Атий Целер
Квинт Атий Целер (на гръцки: Κοίντου Ἀττίου Κέλερος; на латински: Q. Attius Celer) – римски управител на провинция Тракия (legatus Augusti pro praetore Thraciae) по времето на август Гордиан III между 238 и 241 г.
Произхожда от знатния римски род Атии (Катии). Вероятно негов баща е Публий Катий Сабин (консул 216 г.). Вероятно е брат на консула от 230 г. Секст Катий Клементин Присцилиан и на суфектконсула от 235 г. Гай Катий Клемент.
Квинт Целер управлява провинция Тракия преди женитбата на Гордиан с Транквилина. Името му е известно от пет надписа – статуя, която издигнал в чест на Гордиан в Августа Траяна (дн. Стара Загора), пътна колона на управата на Сердика (дн. София) от пътна станция Бургарака (дн. с. Лесново) и три пътни колони на управата на Филипопол (дн. Пловдив) от пътни станции Бона Мансио (дн. с. Хисар), Бесапара (дн. с. Синтово) и Тугугерум (дн. с.Йоаким Груево). С тях е подготвял планираното посещението на Гордиан III в Тракия на път от Рим за Персия. Вероятно при управлението си на провинция Тракия е назначен за отсъствуващ суфектконсул (consul suffect in absentia). Тази военна кампания се реализирала през следващата 242 г. когато той е назначен за управител на Горна Мизия.